# Fortunato de Santa
Fortunato de Santa (Forni di Sopra, 9 agosto 1862 – Sessa Aurunca, 22 febbraio 1938) è stato un vescovo cattolico italiano.

## Biografia
Nacque il 9 agosto 1862 da una famiglia modesta ed esemplare (padre Giovan Battista e madre Anna Pavoni).
Studiò presso il seminario di Udine.
Nel 1882 fu costretto ad interrompere gli studi per prestare il servizio militare come alpino.
Nel 1885 riprese gli studi in seminario.
Nel 1888 venne ordinato sacerdote.
Nel 1895 divenne parroco del suo paese.
Il 15 aprile 1914 fu nominato vescovo di Sessa Aurunca.
Il 31 maggio 1914 venne consacrato dall'arcivescovo di Udine Antonio Anastasio Rossi, coconsacranti il vescovo di Concordia Francesco Isola e il vescovo di Feltre e Belluno Giosuè Cattarossi.
Morì il 22 febbraio 1938.

## Genealogia episcopale
La genealogia episcopale è:
- Cardinale Scipione Rebiba
- Cardinale Giulio Antonio Santori
- Cardinale Girolamo Bernerio, O.P.
- Arcivescovo Galeazzo Sanvitale
- Cardinale Ulderico Carpegna
- Cardinale Paluzzo Paluzzi Altieri degli Albertoni
- Papa Benedetto XIII
- Papa Benedetto XIV
- Papa Clemente XIII
- Cardinale Marcantonio Colonna
- Cardinale Giacinto Sigismondo Gerdil, B.
- Cardinale Giulio Maria della Somaglia
- Cardinale Carlo Odescalchi, S.I.
- Cardinale Costantino Patrizi Naro
- Cardinale Lucido Maria Parocchi
- Cardinale Agostino Gaetano Riboldi
- Vescovo Francesco Ciceri
- Patriarca Antonio Anastasio Rossi
- Vescovo Fortunato de Santa

## Pubblicazioni
- Cenni storici dei «Forni Savorgnani», Pag. Friulane, VI, 1893, p. 163.
- Cenni monografici dei Comuni di Forni di Sopra e di Sotto Savorgnani, S. Daniele del Friuli, 1893.
- Cronistoria dei Forni Savorgnani, estr. da 156 antichi documenti dal 778 al 1695, Pag. Friulane, XII, 1900, p. 142 ss.
- Piante medicinali nel Comune di F. di Sopra, S. Daniele, Udine, 1901.
- Appunti di Agronomia per il Comune di F. di Sopra, 1902.
- Illustrazione storico-artistica della chiesetta di S. Floriano, Pag. Friulane, 1906, pag. 147.
- Vari saggi in prosa e in versi nella parlata di Forni di Sopra, in Pag. Friulane, passim.